# 加乌沙城
加乌沙城（葡萄牙語：Cidade Gaúcha）是巴西巴拉那州的一个市镇。总面积403.044平方公里，总人口10944人，人口密度27.2人/平方公里。